# Urban Chaos
Urban Chaos is een computerspel dat werd ontwikkeld door Mucky Foot Productions en uitgegeven door Eidos Interactive. Het spel kwam eind 1999 uit voor Microsoft Windows. Later volgde releases voor verschillende gameconsoles. Een apocalyptische vorm van geweld overspoelt de steden met geweld. De speler speelt politieagent D'Arcy Stern of een voormalig soldaat Roper McIntyre. De bedoeling is orde in de stad te herstellen. De speler kan tegen vijanden vechten of arresteren. Het spel omvat 24 levels, vier bonuslevels en een demolevel. Het perspectief van het spel wordt getoond in de derde persoon.

## Platforms
| Jaar | Platform                    |
| ---- | --------------------------- |
| 1999 | Windows                     |
| 2000 | Dreamcast, PlayStation      |
| 2012 | PS Vita, PSP, PlayStation 3 |

## Ontvangst
| Beoordeeld door      | Platform    | Datum            | Score |
| -------------------- | ----------- | ---------------- | ----- |
| Eurogamer.net (GB)   | Windows     | 4 januari 2000   | 90%   |
| IGN                  | Windows     | 24 december 1999 | 87%   |
| Absolute Playstation | PlayStation | maart 2000       | 83%   |
| GameSpot UK          | PlayStation | 31 maart 2000    | 82%   |
| Power Unlimited      | Windows     | december 1999    | 70%   |
| GameSpy              | Windows     | 14 januari 2000  | 61%   |
| Spel för Alla        | Windows     | februari 2000    | 50%   |
| Video Games          | Dreamcast   | december 2000    | 50%   |
| IGN                  | PlayStation | 3 mei 2000       | 45%   |
| GameSpot             | Dreamcast   | 27 november 2000 | 24%   |